# 国際連合決議
国際連合決議（こくさいれんごうけつぎ、United Nations resolution）とは、国際連合の機関によって採択された正式文書のこと。
国際連合のすべての機関が発することができるが、実際にはそのほとんどが、安全保障理事会か総会によって採択されたものである。

## 安保理決議
国際連合安全保障理事会決議は国際連合憲章第5章による。法的拘束力を持つため国連加盟国は安保理決議に従う義務がある。安保理決議のもとでは武力行使を伴う強制行動がとられることも許されうる。安全保障理事会決議は、15の理事国のうち9か国の賛成により決議されるが、拒否権を有する常任理事国の5大国のうちの1か国でも反対すると決議されない。

## 総会決議
国際連合総会決議は国際連合憲章第4章による。これはあくまで「勧告」（憲章第10条、および第13条）にとどまり法的拘束力を持たない。よって国連加盟国には決議に従う義務はない。そのため総会決議には法的な意味がないとされることもあるが、しかし加盟国の法的信念が示されているという意味で法的に意味を持つとされる。
また、総会決議は国家の明示の合意が表明されたものであるため一種の条約であるという見識や、法的信念が表明されただけで慣習法として成立するという見解（インスタント慣習法論）もある。また、法的拘束力はないものの、加盟国の行動に一定の枠をはめたりその指針を示したりする点で「ソフト・ロー」と呼ばれることもある。

## 外部サイト
国際連合決議の全文は、1974年から95年までの分については、以下のGopherサイトからたどると参照できる。（テキストファイル形式）
- gopher://gopher.undp.org/11/undocs/scd/scouncil%09%09%2B

1946年から現在までのドキュメントを網羅したアーカイブが以下にある。ただし、スキャニングの質の関係で多少見づらいものもある。（PDF形式）
- the Information Technology Section, Department of Public Information, United Nations